# Natascha
Natascha ist ein weiblicher Vorname, der aus dem russischen Sprachraum stammt.
Im Englischen wird die Schreibweise Natasha verwendet, im Französischen Natacha. Natascha ist in Russland kein offizieller Name, sondern ein Kosename für Natalja.

## Herkunft und Bedeutung
Natascha ist die Koseform von Natalie (Natalja), von lat. ad festum natalis domini bzw. natale domini, den beiden lateinischen Begriffen für: „Die zu Weihnachten geboren wurde“ bzw. „Die am Tage Christi geboren wurde“.

## Bekannte Namensträgerinnen
- Natacha (* 1965), Schweizer Mundartrock-Sängerin
- Natacha Amal (* 1968), belgische Schauspielerin
- Natacha Atlas (* 1964), belgische Musikerin
- Natascha Badmann (* 1966), Schweizer Triathletin
- Natasha Bassett (* um 1992), australische Schauspielerin
- Natascha Berg (* 1980), deutsches Fotomodell, Moderatorin und ehemalige Schönheitskönigin spanischer Herkunft
- Natasha Bedingfield (* 1981), britische Sängerin
- Natascha Börger (* 1981), deutsches Fotomodell und mehrfache Schönheitskönigin
- Natascha Born (* 1988), US-amerikanisch-deutsche Schauspielerin
- Natascha Borowsky (* 1964), deutsche Fotografin
- Natascha Bub (* 1967), deutsche Schauspielerin
- Natacha Gachnang (* 1987), Schweizer Automobilrennfahrerin
- Natascha Geisler (* 1975), deutsche Synchronsprecherin
- Natasha Hamilton (* 1982), britische Pop- und R&B-Sängerin
- Natasha Hastings (* 1986), US-amerikanische Leichtathletin
- Natasha Henstridge (* 1974), kanadische Schauspielerin
- Natascha Hockwin (* 1982), deutsche Schauspielerin
- Natasha Kai (* 1983), US-amerikanische Fußballspielerin
- Natascha Kampusch (* 1988), österreichisches Entführungsopfer
- Natascha Keller (* 1977), deutsche Hockeyspielerin
- Natascha Kohnen (* 1967), deutsche Politikerin
- Natascha Koroljowa (* 1973), russische Estrada-Sängerin und Kochbuchautorin
- Natasha Korsakova (* 1973), russische Violinistin
- Natasha Leggero (* 1974), US-amerikanische Komikerin und Schauspielerin
- Natasha Lyonne (* 1979), US-amerikanische Schauspielerin
- Natascha McElhone (* 1969), britische Schauspielerin
- Natascha Meuser (* 1967), deutsche Architektin, Verlegerin und Hochschullehrerin
- Natascha Niemczyk (* 1990), deutsche Volleyballspielerin
- Natascha Nüssler (* 1965), deutsche Wissenschaftlerin und Viszeralchirurgin
- Natascha Ochsenknecht (* 1964), deutsches Model und Schauspielerin
- Natasha O’Keeffe (* 1986), britische Schauspielerin
- Natascha Paulick (* 1970), deutsche Schauspielerin
- Natascha Petz (* 1970), deutsche Schauspielerin, Synchronsprecherin und Komikerin
- Natascha Pfeiffer (* 1972), deutsche Schauspielerin
- Natacha Rambova (1897–1966), US-amerikanische Kostüm- und Bühnenbildnerin
- Natacha Régnier (* 1972), belgische Schauspielerin und Sängerin
- Natasha Richardson (1963–2009), britische Schauspielerin
- Natascha Rybakowski (* 1968), deutsche Schauspielerin, Hörspiel- und Synchronsprecherin
- Natascha Sagorski (* 1984), deutsche Kolumnistin und Autorin
- Natasha Saint-Pier (* 1981), frankokanadische Sängerin
- Natascha Schmitt (* 1986), deutsche Langstreckenläuferin, Duathletin und Triathletin
- Natasha Thomas (* 1986), dänische Popsängerin
- Natasha Trethewey (* 1966), US-amerikanische Schriftstellerin
- Natascha Ungeheuer (* 1937), deutsche Malerin
- Natasha Walter (* 1967), britische Publizistin
- Natascha Wodin (* 1945), deutschsprachige Schriftstellerin
- Natasha Yarovenko (1979), ukrainische Schauspielerin
- Natascha Zowislo-Grünewald (* 1974), deutsche Kommunikationswissenschaftlerin
- Natascha Zuraw (* 1977), deutsche Fernsehmoderatorin